# 陳中 (嘉靖進士)
陳中（1501年—？），字時仲，湖廣承天府沔陽州人，軍匠籍，明朝政治人物。

## 生平
湖廣鄉試第二十名舉人。嘉靖十四年（1535年）中式乙未科會試第二百五十四名，登第三甲第一百六十四名進士。歷官浙江仁和知縣、山東東昌府知府。

## 家族
曾祖陳讓；祖父陳斌；父陳紳，教諭。母葉氏；繼母蕭氏。具庆下。弟陈章、陈卓。